# Adalberto (vescovo di Bergamo)
Adalberto, o Adelberto come si firmava (Capiate, ... – Bergamo, 13 novembre 935), è stato un vescovo italiano.

## Biografia
Adalberto nacque da una famiglia nobile: il padre Attone, de Canimalo (poi Caromano, nella frazione Capiate, comune di Olginate, LC) aveva molti possedimenti nel bergamasco e svolgeva un ruolo politico attivo sul territorio.
Adalberto venne nominato vescovo di Bergamo nell'888, succedendo a Garibaldo. Il presule si firmava “Adelbertus” e “filius Attonis de Canimalo”, anche se successivamente fu indicato con il nome di “Adalbertus”. In un documento del 917 si trova la citazione:“Adelbertus venerabile Episcopus S. Bergomensis Ecclesiae et filus bone memorie Atonis de Canimalo”. Il padre era una persona illustre, viene indicato “vasso dell'arcivescovo” in un placido conservato negli archivi episcopi milanesi, a indicare l'origine nobile della famiglia. La sua nomina fu scelta dal clero cittadino perché pur essendo governata la città da Guido II di Spoleto, questi non intervenne mai nelle scelte della chiesa bergamasca. Malgrado il padre viene indicato nelle vicende milanesi, è certa l'origine bergamasca della famiglia essendo questa proprietaria di molti beni sul territorio come sarà poi indicato nel testamento.
Arnoldo di Carinzia, Re dei Franchi, era stata invocato da papa Formoso, che non voleva che Guido II di Spoleto, fosse il re d'Italia. Supplicò Arnolfo perché scendesse dalla Germania a liberare i territori occupati da Guido promettendogli in cambio il governo dei territori da lui liberati. Arnolfo accettò e conquistò con il suo esercito alcune città lombarde, tra queste Bergamo nel 894. Durante la conquista cittadina furono distrutti molti palazzi e numerosi furono gli abitanti violentemente uccisi. La conquista della città di Bergamo fu devastante. Il conte Ambrogio, governatore, ne assunse la difesa sia del castello che della chiesa, ma catturato fu appeso alle porte cittadine.
Il vescovo Adalberto venne fatto prigioniero con tutti i capifamiglia, condotto a Magonza, e affidato all'arcivescovo Attone allora schierato contro il papa.

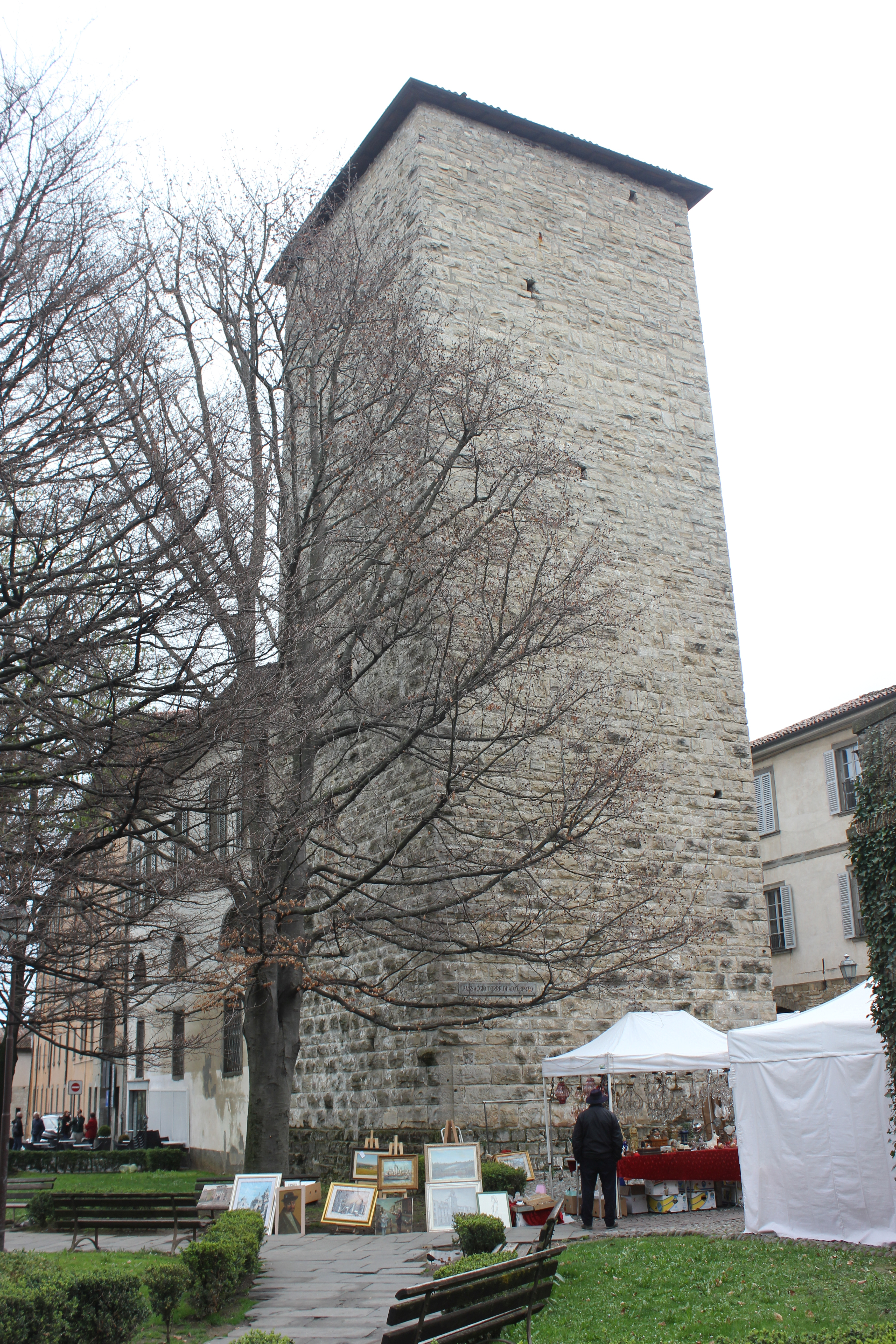
Torre di Adalberto

Adalberto venne presto liberato e il 1º gennaio 895, fu ricondotto a Bergamo dove riottenne dal re i privilegi precedentemente ricevuti come indicato nel lungo diploma firmato a Ratisbona. Il presule intraprese un grande lavoro di ricostruzione di parte della città e della chiesa di San Vincenzo, completamente distrutta, creando i locali della canonica che doveva ospitare e sostenere il clero grazie alle offerte dei privati e all'aiuto economico dalla chiesa di San Cassiano. Furono quindi costruiti e occupati nuovi edifici e il chiostro di San Vincenzo, dove potevano essere accolti non solo i canonici ma, se le offerte ricevute fossero state generose, dovevano accogliere e sostenere anche i più poveri. Ricostruì anche le mura a difesa della città, e alcuni palazzi tra questi la torre che porta il suo nome conosciuta anche come la Torre della fame, forse a ricordo della sua prigionia, torre che durante il periodo della Serenissima divenne prigione degli evasori fiscali. Il vescovo acquisì così sia il potere temporale che il potere giuridico diventando signore della città.
Venne ampliata la chiesa di San Vincenzo dove furono poste le reliquie dei primi due vescovi Narno di Bergamo e Viatore e, dopo la sua morte, anche quella di sant'Alessandro.
Nel 897 indisse il primo sinodo diocesano, così come imposto dal Concilio di Auxerre nel VI secolo, e creò una scuola per l'insegnamento delle scritture e della grammatica
Riuscì ad avere i favori di re e imperatori tanto che Berengario I nell'899 gli donò una parte della curtis regia di Murgula, i diritti sulla fiera di sant'Alessandro, che poi Adalberto cedette, in atto testamentario ai canonici di San Vincenzo, dandogli così, nel 904 piena giurisdizione, civile e militare, sulla città. Nel 911 venne chiesto come accompagnatore di Ludovico III nel suo viaggio a Roma per l'incoronazione imperiale. Nell’anno 915 la curtis regia di Cortenova (poi Cortenuova, BG) risultava di proprietà di un certo Conte Didone che, proprio in quell'anno, la cedeva al vescovo di Bergamo Adalberto (C.D.L., XIII, c. 901). Dall'atto testamentario redatto nel 928, risulta che il vescovo fosse proprietario di molti beni e immobili nella bergamasca e sul comasco. Poco dopo da quando fu incoronatò re Ugo, venne nominato suo consigliere.
L'ultimo documento che riporta la sua firma, è dell'agosto 929, su di un atto redatto a Bergamo per l'acquisto di case e terreni di Agione di Lazzaro di Bonate Sopra con il pagamento di duecento denari legali. L'atto riporta anche la dichiarazione del venditore di vivere secondo la legge salica: 
vendo definitivamente in vendita a te, vescovo Adalberto in cambio della somma summenzionata»
(Antonio Martinelli-Contadini e gentilhomini a Bonate Sopra)
Il vescovo Adalberto scrisse il suo testamento nel 928. Nel documento esprimeva le sue volontà anche in riferimento alla sua sepoltura. Desiderava che il suo corpo fosse tumulato davanti all'altare della Trinità della chiesa di San Vincenzo, altare da lui stesso consacrato. Un lampadario doveva ardere giorno e notte davanti all'altare, a questo scopo lasciava tutti i suoi beni posseduti sul lago di Como. Agli addetti al lampadario lasciava i beni di Benzo e Villongo. Doveva venire celebrata quotidianamente una messa a suffragio della sua anima e di quella dei suoi genitori con le rendite della vigna della località Rosate. La medesima lampada doveva restare accesa sulla tomba di sant'Alessandro, e per questo lasciava le rendite ai custodi della cattedrale dei beni posseduti a Presezzo e Calusco. Lasciò beni anche alle chiese di Albino e Chiuduno da lui consacrate. Il presule visse sette anni ancora dopo aver stilato le proprie volontà testamentarie.
Il necrologio conservato nella chiesa di San Vincenzo, dove il suo corpo fu traslato, riporta la data di morte del 13 novembre 935.

Adalberto è uno dei più importanti presuli della diocesi di Bergamo, tanto che Mario Lupi scriverà di lui: 
(Ferdinando Ughelli- Italia Sacra sive de Episcopis Italiae et insularum adiacentium)